# Night Games (film 1980)
Night Games è un film del 1980 diretto da Roger Vadim. In Italia è conosciuto anche coi titoli Giochi nel buio e Love Games.

## Trama
Valerie St. John è una donna traumatizzata che in gioventù è stata violentata, conseguentemente non è capace a provare piacere fisico nella propria vita sessuale. Viene lasciata dal marito e inizia a vivere da sola, fantasticando relazioni sentimentali, mentre un altro molestatore entra nella sua vita.

## Produzione
Roger Vadim realizzò precedentemente altri film provocanti, Piace a troppi e Barbarella, con protagonisti Brigitte Bardot e Jane Fonda, sue mogli.
Voleva fare un film su vampiri con Catherine Deneuve ma lo pospose per fare Night Games. Vadim disse che stava "cercando una nuova Vivien Leigh, di circa 27 anni" per il film.
Parte della produzione è stata girata nelle Filippine. Fondi arrivarono da Raymond Chow della Golden Harvest.
La Pickett era quasi sconosciuta all'epoca dei provini per Night Games, nota solo per la serie Sentieri.

## Distribuzione
Mai uscito nelle sale italiane, il film è stato distribuito in VHS da Futurama.